# 관란서원
관란서원(觀瀾書院)은 대한민국 경상북도 경산시에 위치한 조선 시대의 서원이다. 1660년에 창건되었으며, 이언적(李彦迪)을 제향하고 있다.